# Кузюгский Выселок
Кузюгский Выселок — упразднённая деревня в Павинском районе Костромской области России. Входила в состав Павинского сельского поселения. Исключена из учётных данных в 2024 году.

## География
Находится в северо-восточной части Костромской области на расстоянии приблизительно 5 км на юго-восток по прямой от села Павино, административного центра района.

## Население
| 2008 | 2010 | 2014 |
| ---- | ---- | ---- |
| 3    | ↗5   | ↘2   |

Численность постоянного населения составляла 2 человека в 2002 году (русские 100 %), 1 в 2022.